# ليف ومادي (مسلسل)
ليف ومادي (بالإنجليزية: :Liv and Maddie)‏ هو مسلسل تم إنتاجه في الولايات المتحدة. بدأ عرضه في سنة 2013 على قناة ديزني. بلغ عدد حلقاته 24 حلقة، وتبلغ مدة الحلقة الواحدة 22 دقيقة. تم بث المسلسل لأول مرة بتاريخ 19 يوليو 2013.

## وصلات خارجية
- ليف ومادي على موقع IMDb (الإنجليزية)
- ليف ومادي على موقع ميتاكريتيك (الإنجليزية)
- ليف ومادي على موقع روتن توميتوز (الإنجليزية)
- ليف ومادي على موقع فيلمافينيتي (الإسبانية)
- ليف ومادي على موقع كينوبويسك (الروسية)
- ليف ومادي على موقع ألو سيني (الفرنسية)
- ليف ومادي على موقع قاعدة بيانات الفيلم (الإنجليزية)